# Plavání na Letních olympijských hrách 2020
Plavání na Letních olympijských hrách 2020 v Tokiu se konalo od 24. července do 1. srpna 2021 (bazén) a od 4. do 5. srpna 2021 (otevřená voda). Všechny bazénové disciplíny byly pořádány v Olympijském vodním centru.

## Závodní tratě
Do programu Her bylo zařazeno celkem 37 plaveckých disciplín.
- 50 m, 100 m, 200 m, 400 m, 800 m a 1500 m volný způsob (muži, ženy)
- 100 m a 200 m znak (muži, ženy)
- 100 m a 200 m prsa (muži, ženy)
- 100 m a 200 m motýl (muži, ženy)
- 200 m a 400 m polohový závod (muži, ženy)
- 10 km dálkové plavání (muži, ženy)
- štafety na 4 × 100 m a 4 × 200 m volný způsob a 4 × 100 m polohový závod (muži, ženy)
- smíšená štafeta na 4 × 100 m polohový závod

## Medailisté

### Muži
| Kategorie                | Zlato | Stříbro | Bronz |
| ------------------------ | --- | --- | --- |
| 50 m volný způsob        | Caeleb Dressel · Spojené státy americké (USA) 21,07 | Florent Manaudou · Francie (FRA) 21,55 | Bruno Fratus · Brazílie (BRA) 21,57 |
| 100 m volný způsob       | Caeleb Dressel · Spojené státy americké (USA) 47,02 | Kyle Chalmers · Austrálie (AUS) 47,08 | Kliment Kolesnikov · Sportovci ROV (ROC) 47,44 |
| 200 m volný způsob       | Thomas Dean · Velká Británie (GBR) 1:44,22 | Duncan Scott · Velká Británie (GBR) 1:44,26 | Fernando Scheffer · Brazílie (BRA) 1:44,66 |
| 400 m volný způsob       | Ahmed Hafnaoui · Tunisko (TUN) 3:43,36 | Jack McLoughlin · Austrálie (AUS) 3:43,52 | Kieran Smith · Spojené státy americké (USA) 3:43,94 |
| 800 m volný způsob       | Robert Finke · Spojené státy americké (USA) 7:41,87 | Gregorio Paltrinieri · Itálie (ITA) 7:42,11 | Mychajlo Romančuk · Ukrajina (UKR) 7:42,33 |
| 1500 m volný způsob      | Robert Finke · Spojené státy americké (USA) 14:39,65 | Mychajlo Romančuk · Ukrajina (UKR) 14:40,66 | Florian Wellbrock · Německo (GER) 14:40,91 |
| 100 m znak               | Jevgenij Rylov · Sportovci ROV (ROC) 51,98 ER | Kliment Kolesnikov · Sportovci ROV (ROC) 52,00 | Ryan Murphy · Spojené státy americké (USA) 52,19 |
| 200 m znak               | Jevgenij Rylov · Sportovci ROV (ROC) 1:53,27 | Ryan Murphy · Spojené státy americké (USA) 1:54,15 | Luke Greenbank · Velká Británie (GBR) 1:54,72 |
| 100 m prsa               | Adam Peaty · Velká Británie (GBR) 57,37 | Arno Kamminga · Nizozemsko (NED) 58,00 | Nicolò Martinenghi · Itálie (ITA) 58,33 |
| 200 m prsa               | Zac Stubblety-Cook · Austrálie (AUS) 2:06,38 | Arno Kamminga · Nizozemsko (NED) 2:07,01 | Matti Mattsson · Finsko (FIN) 2:07,13 |
| 100 m motýlek            | Caeleb Dressel · Spojené státy americké (USA) 49,45 | Kristóf Milák · Maďarsko (HUN) 49,68 ER | Noè Ponti · Švýcarsko (SUI) 50,74 |
| 200 m motýlek            | Kristóf Milák · Maďarsko (HUN) 1:51,25 | Tomoru Honda · Japonsko (JPN) 1:53,73 | Federico Burdisso · Itálie (ITA) 1:54,45 |
| 200 m polohový závod     | Wang Šun · Čína (CHN) 1:55,00 | Duncan Scott · Velká Británie (GBR) 1:55,28 | Jérémy Desplanches · Švýcarsko (SUI) 1:56,17 |
| 400 m polohový závod     | Chase Kalisz · Spojené státy americké (USA) 4:09,42 | Jay Litherland · Spojené státy americké (USA) 4:10,28 | Brendon Smith · Austrálie (AUS) 4:10,38 |
| 4 × 100 m volný způsob   | Spojené státy americké · Caeleb Dressel (47,26) · Blake Pieroni (47,58) · Bowe Becker (47,44) · Zach Apple (46,69) · Brooks Curry (rozplavba) 3:08,97                                                                                        | Itálie · Alessandro Miressi (47,72) · Thomas Ceccon (47,45) · Lorenzo Zazzeri (47,31) · Manuel Frigo (47,63) · Santo Condorelli (rozplavba) 3:10,11                                                | Austrálie · Matthew Temple (48,07) · Zac Incerti (47,55) · Alexander Graham (48,16) · Kyle Chalmers (46,44) · Cameron McEvoy (rozplavba) 3:10,22                                   |
| 4 × 200 m volný způsob   | Velká Británie · Thomas Dean (1:45,72) · James Guy (1:44,40) · Matthew Richards (1:45,01) · Duncan Scott (1:43,45) · Calum Jarvis (rozplavba) 6:58,58 ER                                                                                     | Sportovci ROV · Martin Maljutin (1:45,69) · Ivan Girev (1:45,63) · Jevgenij Rylov (1:45,26) · Michail Dovgaljuk (1:45,23) · Alexandr Krasnych (rozplavba) · Michail Vekoviščev (rozplavba) 7:01,81 | Austrálie · Alexander Graham (1:46,00) · Kyle Chalmers (1:45,35) · Zac Incerti (1:45,75) · Thomas Neill (1:44,74) · Mack Horton (rozplavba) · Elijah Winnington(rozplavba) 7:01,84 |
| 4 × 100 m polohový závod | Spojené státy americké · Ryan Murphy (52,31) · Michael Andrew (58,49) · Caeleb Dressel (49,03) · Zach Apple (46,95) · Hunter Armstrong (rozplavba) · Andrew Wilson (rozplavba) · Tom Shields (rozplavba) · Blake Pieroni (rozplavba) 3:26,78 | Velká Británie · Luke Greenbank (53,63) · Adam Peaty (56,53) · James Guy (50,27) · Duncan Scott (47,08) · James Wilby (rozplavba) 3:27,51 ER                                                       | Itálie · Thomas Ceccon (52,52) · Nicolò Martinenghi (58,11) · Federico Burdisso (51,07) · Alessandro Miressi (47,47) 3:29,17                                                       |
| 10 km maratón            | Florian Wellbrock · Německo (GER) 1:48:33,7 | Kristóf Rasovszky · Maďarsko (HUN) 1:48:59,0 | Gregorio Paltrinieri · Itálie (ITA) 1:49:01,1 |

### Ženy
| Kategorie                | Zlato | Stříbro | Bronz |
| ------------------------ | --- | --- | --- |
| 50 m volný způsob        | Emma McKeonová · Austrálie (AUS) 23,81 | Sarah Sjöströmová · Švédsko (SWE) 24,07 | Pernille Blume · Dánsko (DEN) 24,21 |
| 100 m volný způsob       | Emma McKeonová · Austrálie (AUS) 51,96 | Siobhán Haugheyová · Hongkong (HKG) 52,27 | Cate Campbellová · Austrálie (AUS) 52,52 |
| 200 m volný způsob       | Ariarne Titmusová · Austrálie (AUS) 1:53,50 | Siobhán Haugheyová · Hongkong (HKG) 1:53,92 | Penny Oleksiaková · Kanada (CAN) 1:54,70 |
| 400 m volný způsob       | Ariarne Titmusová · Austrálie (AUS) 3:56,69 | Katie Ledecká · Spojené státy americké (USA) 3:57,36 | Li Ping-ťie · Čína (CHN) 4:01,08 |
| 800 m volný způsob       | Katie Ledecká · Spojené státy americké (USA) 8:12,57 | Ariarne Titmusová · Austrálie (AUS) 8:13,83 | Simona Quadarellaová · Itálie (ITA) 8:18,35 |
| 1500 m volný způsob      | Katie Ledecká · Spojené státy americké (USA) 15:37,34 | Erica Sullivanová · Spojené státy americké (USA) 15:41,41 | Sarah Köhlerová · Německo (GER) 15:42,91 |
| 100 m znak               | Kaylee McKeownová · Austrálie (AUS) 57,47 | Kylie Masseová · Kanada (CAN) 57,72 | Regan Smithová · Spojené státy americké (USA) 58,05 |
| 200 m znak               | Kaylee McKeownová · Austrálie (AUS) 2:04,68 | Kylie Masseová · Kanada (CAN) 2:05,42 | Emily Seebohmová · Austrálie (AUS) 2:06,17 |
| 100 m prsa               | Lydia Jacobyová · Spojené státy americké (USA) 1:04,95 | Tatjana Schoenmakerová · Jihoafrická republika (RSA) 1:05,22 | Lilly Kingová · Spojené státy americké (USA) 1:05,54 |
| 200 m prsa               | Tatjana Schoenmakerová · Jihoafrická republika (RSA) 2:18,95 | Lilly Kingová · Spojené státy americké (USA) 2:19,92 | Annie Lazorová · Spojené státy americké (USA) 2:20,84 |
| 100 m motýlek            | Maggie Mac Neilová · Kanada (CAN) 55,59 | Čang Jü-fej · Čína (CHN) 55,64 | Emma McKeonová · Austrálie (AUS) 55,72 |
| 200 m motýlek            | Čang Jü-fej · Čína (CHN) 2:03,86 | Regan Smithová · Spojené státy americké (USA) 2:05,30 | Hali Flickingerová · Spojené státy americké (USA) 2:05,65 |
| 200 m polohový závod     | Jui Ohašiová · Japonsko (JPN) 2:08,52 | Alexandra Walsh · Spojené státy americké (USA) 2:08,65 | Kate Douglass · Spojené státy americké (USA) 2:09,04 |
| 400 m polohový závod     | Jui Ohašiová · Japonsko (JPN) 4:32,08 | Emma Weyantová · Spojené státy americké (USA) 4:32,76 | Hali Flickingerová · Spojené státy americké (USA) 4:34,90 |
| 4 × 100 m volný způsob   | Austrálie · Bronte Campbellová (53,01) · Meg Harrisová (53,09) · Emma McKeonová (51,35) · Cate Campbellová (52,24) · Mollie O'Callaghanová (rozplavba) · Madison Wilsonová (rozplavba) 3:29,69                                        | Kanada · Kayla Sanchezová (53,42) · Maggie Mac Neilová (53,47) · Rebecca Smithová (53,63) · Penny Oleksiaková (52,26) · Taylor Rucková (rozplavba) 3:32,78 | Spojené státy americké · Erika Brownová (54,02) · Abbey Weitzeilová (52,68) · Natalie Hindsová (53,15) · Simone Manuelová (52,96) · Catie DeLoofová (rozplavba) · Allison Schmittová (rozplavba) · Olivia Smoligaová (rozplavba) 3:32,81                           |
| 4 × 200 m volný způsob   | Čína · Jang Ťün-süan (1:54,37) · Tchang Mu-chan (1:55,00) · Čang Jü-fej (1:55,66) · Li Ping-ťie (1:55,30) · Tung Ťie (rozplavba) · Čang I-fan (rozplavba) 7:40,33                                                                     | Spojené státy americké · Allison Schmittová (1:56,34) · Paige Maddenová (1:55,25) · Katie McLaughlinová (1:55,38) · Katie Ledecká (1:53,76) · Brooke Fordeová (rozplavba) · Bella Simsová (rozplavba) 7:40,73                                                 | Austrálie · Ariarne Titmusová (1:54,51) · Emma McKeonová (1:55,31) · Madison Wilsonová (1:55,62) · Leah Nealeová (1:55,85) · Tamsin Cooková (rozplavba) · Meg Harrisová (rozplavba) · Mollie O'Callaghanová (rozplavba) · Brianna Throssellová (rozplavba) 7:41,29 |
| 4 × 100 m polohový závod | Austrálie · Kaylee McKeownová (58,01) · Chelsea Hodgesová (1:05,57) · Emma McKeonová (55,91) · Cate Campbellová (52,11) · Emily Seebohmová (rozplavba) · Brianna Throssellová (rozplavba) · Mollie O'Callaghanová (rozplavba) 3:51,60 | Spojené státy americké · Regan Smithová (58,05) · Lydia Jacobyová (1:05,03) · Torri Huskeová (56,16) · Abbey Weitzeilová (52,49) · Rhyan Whiteová (rozplavba) · Lilly Kingová (rozplavba) · Claire Curzanová (rozplavba) · Erika Brownová (rozplavba) 3:51,73 | Kanada · Kylie Masseová (57,90) · Sydney Pickremová (1:07,17) · Maggie Mac Neilová (55,27) · Penny Oleksiaková (52,26) · Taylor Rucková (rozplavba) · Kayla Sanchezová (rozplavba) 3:52,60                                                                         |
| 10 km maratón            | Ana Marcela Cunhaová · Brazílie (BRA) 1:59:30,8 | Sharon van Rouwendaalová · Nizozemsko (NED) 1:59:31,7 | Kareena Leeová · Austrálie (AUS) 1:59:32,5 |

### Mix
| Kategorie                | Zlato | Stříbro | Bronz |
| ------------------------ | --- | --- | --- |
| 4 × 100 m polohový závod | Velká Británie · Kathleen Dawsonová (58,80) · Adam Peaty (56,78) · James Guy (50,00) · Anna Hopkinová (52,00) · Freya Andersonová (rozplavba) · celkový čas 3:37,58 | Čína · Sü Ťia-jü (52,56) · Jen C'-pej (58,11) · Čang Jü-fej (55,48) · Jang Ťün-süan (52,71) · celkový čas 3:38,86 | Austrálie · Kaylee McKeownová (58,14) · Zac Stubblety-Cook (58,82) · Matthew Temple (50,26) · Emma McKeonová (51,76) · Isaac Cooper (rozplavba) · Brianna Throssellová (rozplavba) · Bronte Campbellová (rozplavba) · celkový čas 3:38,95 |

## Přehled medailí
| Pořadí | Země                   | Zlato | Stříbro | Bronz | Celkově |
| ------ | ---------------------- | ----- | ------- | ----- | ------- |
| 1.     | Spojené státy americké | 11    | 10      | 9     | 30      |
| 2.     | Austrálie              | 9     | 3       | 9     | 21      |
| 3.     | Velká Británie         | 4     | 3       | 1     | 8       |
| 4.     | Čína                   | 3     | 2       | 1     | 6       |
| 5.     | Sportovci ROV          | 2     | 2       | 1     | 5       |
| 6.     | Japonsko               | 2     | 1       | 0     | 3       |
| 7.     | Kanada                 | 1     | 3       | 2     | 6       |
| 8.     | Maďarsko               | 1     | 2       | 0     | 3       |
| 9.     | Jihoafrická republika  | 1     | 1       | 0     | 2       |
| 10.    | Brazílie               | 1     | 0       | 2     | 3       |
| 10.    | Německo                | 1     | 0       | 2     | 3       |
| 12.    | Tunisko                | 1     | 0       | 0     | 1       |
| 13.    | Nizozemsko             | 0     | 3       | 0     | 3       |
| 14.    | Itálie                 | 0     | 2       | 5     | 7       |
| 15.    | Hongkong               | 0     | 2       | 0     | 2       |
| 16.    | Ukrajina               | 0     | 1       | 1     | 2       |
| 17.    | Francie                | 0     | 1       | 0     | 1       |
| 17.    | Švédsko                | 0     | 1       | 0     | 1       |
| 19.    | Švýcarsko              | 0     | 0       | 2     | 2       |
| 20.    | Dánsko                 | 0     | 0       | 1     | 1       |
| 20.    | Finsko                 | 0     | 0       | 1     | 1       |
| celkem | celkem                 | 37    | 37      | 37    | 111     |